# ISO 3166-2:SK
Cet article présente les codes ISO 3166-2 de la Slovaquie.

## Liste des codes
La liste des codes est la suivante :
- SK-BC : région de Banská Bystrica
- SK-BL : région de Bratislava
- SK-KI : région de Košice
- SK-NI : région de Nitra
- SK-PV : région de Prešov
- SK-TA : région de Trnava
- SK-TC : région de Trenčín
- SK-ZI : région de Žilina